# Meteorium acuminatum
Meteorium acuminatum là một loài Rêu trong họ Meteoriaceae. Loài này được (Hook.) Mitt. mô tả khoa học đầu tiên năm 1859.